# Sydvestgletsjer
De Sydvestgletsjer is een gletsjer in Nationaal park Noordoost-Groenland in het oosten van Groenland.

## Geografie
De gletsjer is zuidwest-noordoost georiënteerd en heeft een lengte van meer dan tien kilometer. Ze heeft meerdere zijtakken die onderweg bij de hoofdtak komen. Vanaf de gletsjertong stroomt een gletsjerrivier richting het oosten af om daar uit te monden in het Alpefjord.
De Sydvestgletsjer ligt aan de oostzijde van de noordelijke helft van Nathorstland. 
Op meer dan twaalf kilometer naar het oosten ligt de Vikingegletsjer en ongeveer zes naar het zuidoosten de Trekantgletsjer.